# Faulbach
Pour les articles homonymes, voir Faulbach (Moselle).
Faulbach est une commune de Bavière (Allemagne), située dans l'arrondissement de Miltenberg, dans le district de Basse-Franconie.

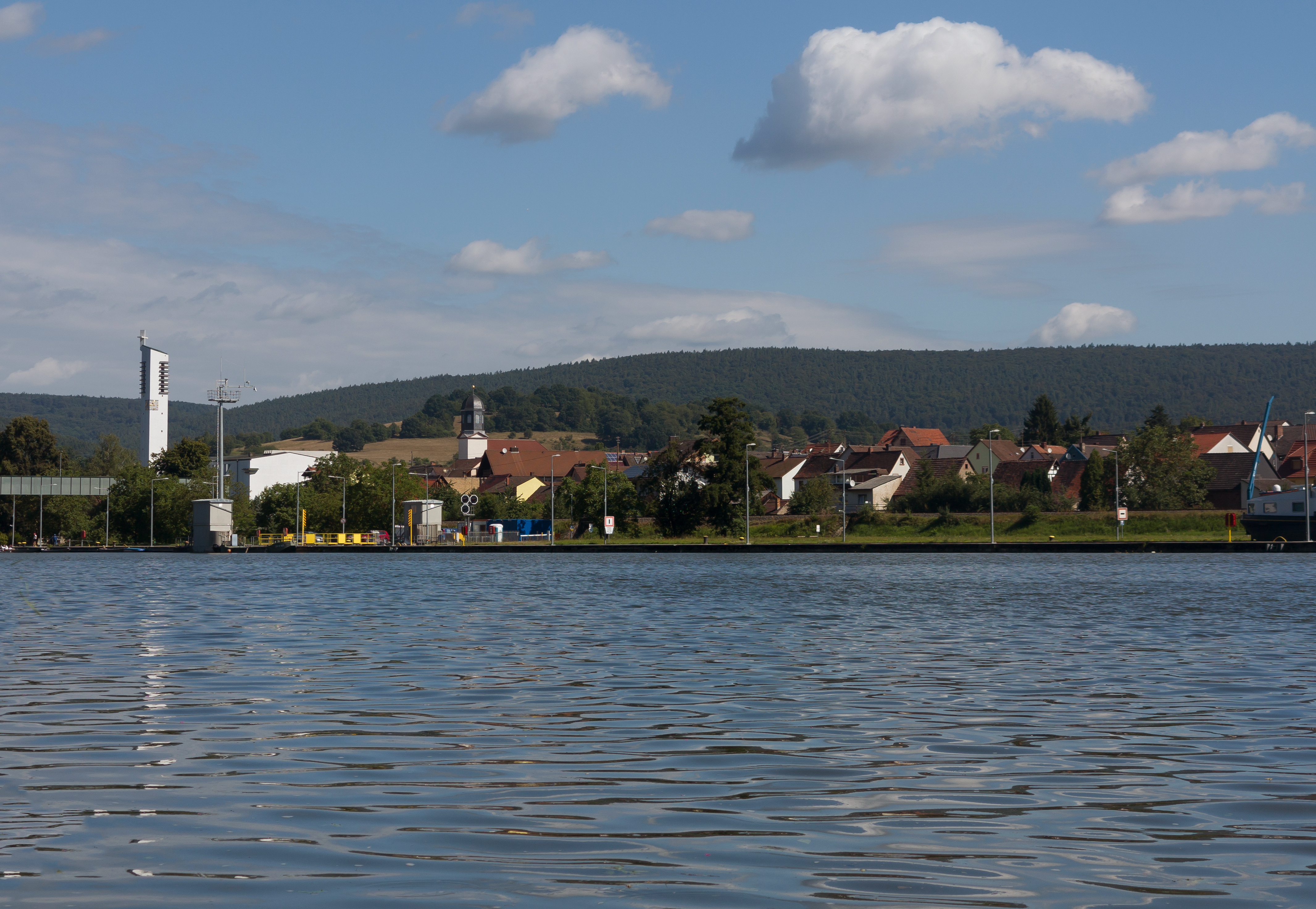
Faulbach, Vue sur le village

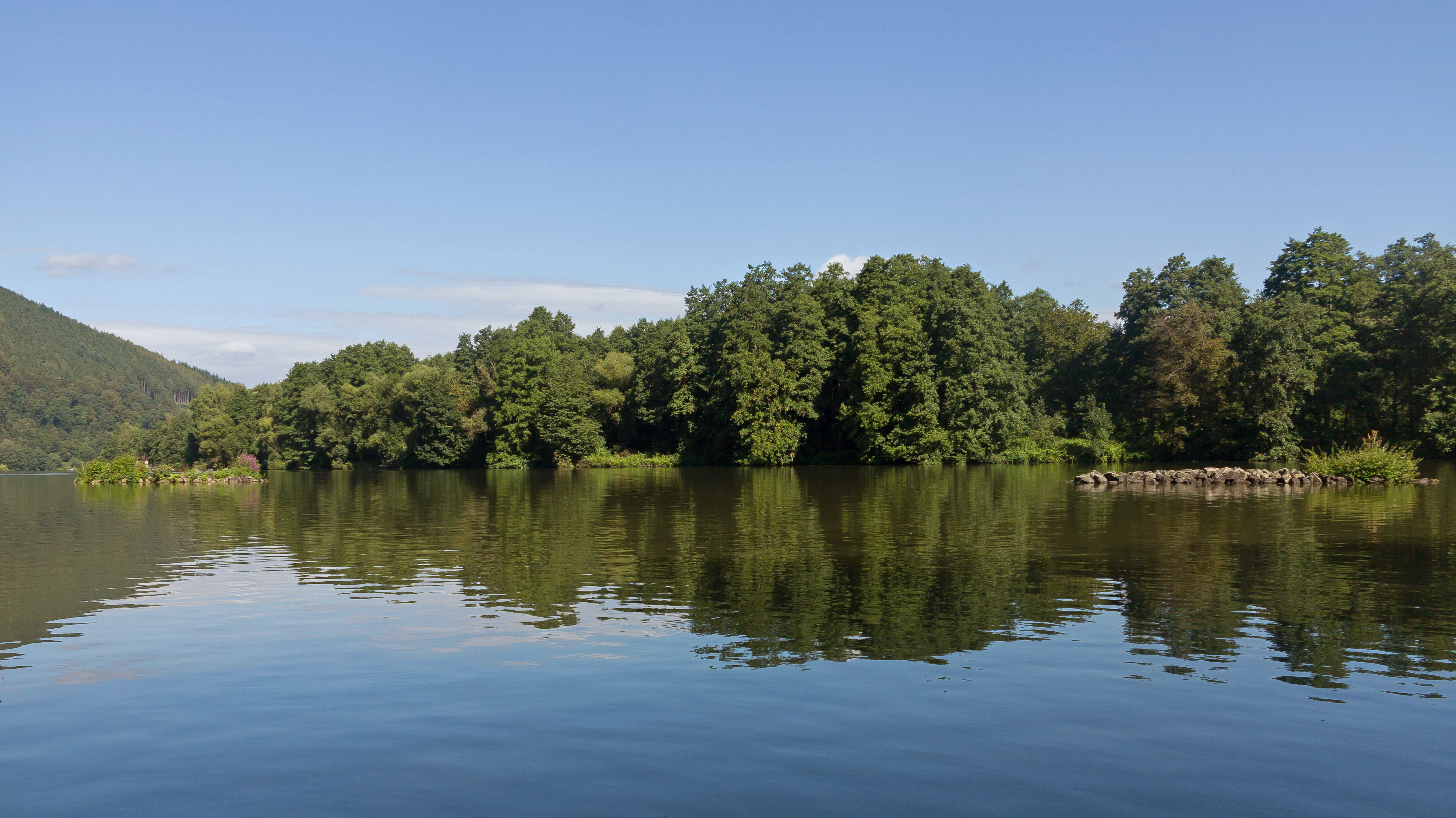
Près de Faulbach, vue sur le Main

## Géographie

### Quartiers
Breitenbrunn, Faulbach, Gusshof.

## Histoire

### Toponymie
1248: Fulinbach, 1283: Fulenbach, 1319: Vulenbach, 1329: Faulnpach, 1379: Fulnbach, 1444: Fawlnbach, 1594: Faülbach, 1625: Faulbach.